# Steinweiler
Steinweiler è un comune di 1.877 abitanti della Renania-Palatinato, in Germania.
Appartiene al circondario (Landkreis) di Germersheim (targa GER) ed è parte della comunità amministrativa (Verbandsgemeinde) di Kandel.